# Pero guacamaya
Pero guacamaya är en fjärilsart som beskrevs av Poole 1987. Pero guacamaya ingår i släktet Pero och familjen mätare. Inga underarter finns listade i Catalogue of Life.